# .za
.za is het achtervoegsel van domeinnamen in Zuid-Afrika. .za-domeinnamen worden uitgegeven door de .za Domain Name Authority (ZADNA) die verantwoordelijk is voor het topleveldomein 'za'.
Het is opvallend dat in geen van de elf officiële talen van Zuid-Afrika de naam van het eigen land kan worden afgekort tot Z.A. of za. Aangezien Zuid-Afrika in het Afrikaans Suid-Afrika heet en in het Engels South Africa, zou het voor de hand gelegen hebben om .sa als topleveldomein te hanteren. Echter, er is voor gekozen om de ISO 3166-standaard voor landcodes aan te houden waarin ZA de tweeletterige afkorting voor Zuid-Afrika is. Dit is weer een erfenis uit een verder verleden en gebaseerd op het feit dat het Nederlands tot 1983 (naast Afrikaans en Engels) een officiële taal was in Zuid-Afrika. Eveneens is conform genoemde ISO-standaard .sa vergeven aan Saoedi-Arabië.
Het .co.za domein is een vaak gebruikt domein. Het is bedoeld voor commercieel gebruik maar wordt in de praktijk overal voor gebruikt. Overheidsdiensten gebruiken .gov.za, organisaties .org.za.